# مانوئل آناتول
مانوئل آناتول (فرانسوی: Manuel Anatol‎؛ ۸ مه ۱۹۰۳ – ۱۷ مهٔ ۱۹۹۰) بازیکن فوتبال اهل فرانسه بود.
از باشگاه‌هایی که در آن بازی کرده‌است می‌توان به باشگاه فوتبال رئال مادرید، باشگاه فوتبال اتلتیک بیلبائو، باشگاه فوتبال مون‌پلیه، و باشگاه فوتبال اتلتیکو مادرید اشاره کرد.
وی همچنین در تیم ملی فوتبال فرانسه بازی کرده‌است.